# Barca (bướm)
Barca là một chi bướm ngày thuộc họ Bướm nâu.